# Lillevorde
Lillevorde er en landsby i det nordlige Himmerland med 175 indbyggere (2008). Lillevorde er beliggende nær Romdrup Å fire kilometer vest for Gudumholm, seks kilometer sydøst for Gistrup og 15 kilometer sydøst for Aalborg. Landsbyen hører under Aalborg Kommune og er beliggende i Lillevorde Sogn.
Landsbyen er beliggende på et blødt bakkedrag med udsigt til Romdrup Ådal med engdrag og marker. Sidevejene til den gennemgående nord-sydgående indfaldsvej består primært af lukkede villaveje. Langs indfaldsvejen er bebyggelsen nogle steder trukket lidt tilbage fra vejen, men den andre steder ligger ud til fortovskanten. I byens nord-østlige del er bebyggelsen primært
nyere parcelhuse, mens bebyggelsen langs den gennemgående vej på den østlige side primært er mindre, nedlagte husmandssteder. Lillevorde Kirke ligger i landsbyen, der også har et glaspusteri, haveservicefirma, samt aktive landbrug.